# Самосуд
Самосуд — це незаконне покарання винної або підозрюваної особи.

## Політично вмотивований самосуд
Позасудове покарання є частою ознакою політично репресивних режимів, але навіть самопроголошеними або міжнародно визнаними демократіями у деяких випадках використовується самосуд.
Незважаючи на те, що тенденція застосування смертної кари у всьому світі зменшується, особи чи групи, яких влада визнає загрозливими чи просто «небажаними», можуть стати об'єктом покарання режимом чи його представниками. Такі дії, як правило, відбуваються оперативно, сили безпеки діють таємно, з метою уникнення широкомасштабних громадських протестів чи міжнародної критики, яка може мати негативний вплив на політичний стан країни. Іноді виконавцями можуть бути особи поза структурами влади. За деякими звітами, у покараннях також можуть брати участь кримінальні організації, такі як La Cosa Nostra.
Ще однією можливістю є покарання особи з боку уніформованих сил безпеки, але в умовах, які роблять це схожим на акт самозахисту чи самогубства. Перше може бути здійснене шляхом розміщення нещодавно використаної зброї поруч із тілом, друге — шляхом фабрикації доказів, які вказують на самогубство. У таких випадках можуть виникати складнощі з доведенням того, що виконавці діяли неправомірно. З огляду на ризики, пов'язані із збройними конфліктами, навіть поліцейські чи солдати, які мають схопити супротивника живим, можуть опинитися в ситуаціях, де їм доведеться вчинити вбивство з ціллю власного захисту чи захисту цивільного населення, що може перейти межу вбивства з метою самосуду.
Примусове зникнення особи відбувається, коли індивіда таємно викрадає чи утримує під вартою держава, політична організація або сторонні сили з дозволом, підтримкою чи згодою відповідної держави чи політичної організації. Вони відмовляються визнати місцеперебування та долю цієї особи з метою виведення її за межі захисту закону.
Позасудове покарання може бути сплановане та виконане конкретним відділом держави без повідомлення інших відділів або навіть без отримання вказівок на вчинення подібних дій. Інші відділи іноді схвалюють покарання після його факту. Також вони можуть не погоджуватися з цим фактом, залежно від ситуації, особливо коли в межах державного апарату існують внутрішні конфлікти чи складні політичні протиріччя.
У період воєнного стану, природних катастроф, соціального розпаду чи в умовах відсутності встановленої системи кримінальної юстиції може збільшуватися кількість випадків самосуду. У таких обставинах поліцейським чи військовим персоналом може бути неофіційно доручено суворо покарати осіб, залучених до мародерства, заворушень та інших насильницьких вчинків, особливо якщо їх затримано на гарячому. Такі випадки можуть бути самі по собі небезпечними та призводити до смерті невинних осіб, які опинилися в неправильний час у неправильному місці.

## На світовому рівні

### Історія
Весною 1882 року Уайатт Ерп очолив федеральну поліцейську групу під час «Earp Vendetta Ride», яка була звинувачена в участі у вбивстві чотирьох ковбоїв, які, як вони вважали, замахнулись на його братів Вірджила та Моргана Ерпів, внаслідок чого перший був поранений, а другий вбитий.
Трійка НКВС і Спецрада НКВС — це приклади з історії Радянського Союзу, де самосуд «адміністративними засобами» був частиною державної політики. Інші організації секретної поліції в радянському східному блоці, такі як Штазі в Східній Німеччині, Секурітате в Румунії, час від часу також використовували метод позасудового покарання.
Більшість диктаторських режимів в Латинській Америці регулярно використовували самосуд своїх ворогів; одним з відомих прикладів є Операція «Кондор».
Смерті лідерів Радикальних лівих угрупувань, фракції Червоної армії, Ульріка Майнхоф, Андреаса Бадера, Гудруна Енссліна та Яна-Карла Распе в Західній Німеччині деякими представниками радикальних лівих рухів розглядаються як самосуд, теорія частково ґрунтована на свідченнях Ірмгард Мьоллер.
Протягом років апартеїду (від 1948 до початку 1990-х років) сили безпеки Південної Африки також звинувачували в застосуванні самосуду до своїх політичних опонентів. Після свого звільнення Нельсона Манделу притягували до цих дій як доказ Третьої Сили. Адміністрація Ф. В. де Клерка заперечила це. Пізніше Південно-Африканська комісія Правди і Примирення під керівництвом архиєпископа Дезмонда Туту визнала, що військові та поліцейські агентства, такі як Південно-Африканське бюро громадянської співпраці та C10, які базувалися у Влакплаасі, винні у грубому порушенні прав людини. Це змусило Міжнародний кримінальний суд оголосити апартеїд злочином проти людства.

### Сьогодення
У Китаї використовувалася система адміністративних затримань, відома як «Перевиховання через працю» («劳动教养», або скорочено «劳教»), для утримання осіб за невеликі злочини, такі як мала крадіжка, проституція та торгівля забороненими речовинами на період до чотирьох років. Рішення про перевиховання через працю приймали поліцейські, поза межами судової системи.
У Нідерландах прокурори та податківці можуть здійснювати покарання без судового процесу (Strafbeschikking). Практика зазнає зростаючої критики з боку членів Другої палати Нідерландів, таких як Міхіль ван Ніспен.
Протягом багатьох років поліція Ямайки була помічена в практикуванні самосуду. З 140 вбивствами на 3 мільйона населення «поліція Ямайки є однією з найсмертоносніших у світі».
Йде дискусія про те, що використання психіатричних методів лікування для зменшення небажаних поведінкових реакцій можна розглядати як самосуд через велику кількість їх побічних ефектів.

США відомі своїм використанням методів самосуду, зокрема «надзвичайних видач». Деякі критики вживають термін «тортури чужими руками» для опису ситуацій, у яких ЦРУ та інші агентства США застосовують техніки видачі для передачі підозрюваних терористів до країн, відомих за їх практику використання тортур. Хоча США це заперечують, оскільки це є злочином передавати кого-небудь в будь-яке місце з метою тортур, критики стверджують, що тортури можуть застосовуватися з відома або згоди американських агентств. Кондоліза Райс (тодішній державний секретар Сполучених Штатів) сказала:

…Сполучені Штати не передавали, і не будуть передавати нікого до країни, у якій його ймовірно будуть катувати. У разі необхідності, Сполучені Штати прагнуть отримати всі гарантії, що передані особи не будуть піддані катуванню.
ЦРУ було звинувачено в експлуатації секретних центрів утримання та допитів, відомих як секретні в'язниці. Їх, як вважають, розташовано в інших країнах, таким чином вони знаходяться за межами їх юрисдикції.

## Організації з прав людини
Багато груп з прав людини, таких як Amnesty International, ведуть кампанії проти самосуду[джерело?].

## Довідка
Севедж, Чарлі (17 лютого 2009). Obama's War on Terror May Resemble Bush's in Some Areas. The New York Times. Архів оригіналу за 13 серпня 2016. Процитовано 2 січня 2010.